# Ataartaa
Ataartaa [aˈtɑːˌtːaː] (nach alter Rechtschreibung Atârtâ, auch Ataa) ist eine wüst gefallene grönländische Siedlung im Distrikt Ilulissat in der Avannaata Kommunia.

## Lage
Ataartaa liegt an der Südküste der Halbinsel Nuussuaq am Sullorsuaq (Vaigat). Ataartaa war der mit Abstand nördlichste Ort des Kolonialdistrikts. Direkt östlich anschließend befindet sich das Delta Kussinersuaq des Flusses Ataata Kuua. 25 km südlich liegt Qullissat. Der nächste bewohnte Ort ist Qaarsut auf der anderen Seite der Halbinsel. Die Entfernung bis nach Saqqaq beträgt 52 km nach Südosten.

## Geschichte
Ataartaa hieß eigentlich Ataa, wurde aber zur Unterscheidung vom 99 km südöstlich auch im Distrikt Ilulissat liegenden Ort Ataa abweichend Ataartaa genannt. 1907 zogen zwanzig bis dreißig Bewohner von Saqqaq hierher, die sich in drei Wohnhäusern niederließen. Es wurde ein kleiner Laden zur Versorgung errichtet. Der Ort stellte sich als sehr gut geeignet für die Jagd heraus. Bereits 1910 wurde der Wohnplatz jedoch wieder aufgegeben, wobei es sich vermutlich um eine Zwangsumsiedlung handelte, weil die Bewohner von Saqqaq sich nicht einverstanden mit den Fangaktivitäten in Ataartaa zeigten.